# 恋心 (相川七瀬の曲)
「恋心」（こいごころ）は相川七瀬5枚目のシングル。1996年10月7日発売。

## 解説
三貴「カメリアダイヤモンド」のCMソングとなった。自身最高の2位を獲得。3週連続TOP3入り、5週間連続10万枚以上を売上、12週目で自身初のミリオンセラー達成。現時点で自身最大の売上枚数。累計売上は112.9万枚（オリコン調べ）。

## 収録曲
作曲・編曲：織田哲郎
1. 恋心
  - 作詞：織田哲郎

ミュージック・ビデオはドラマ仕立てで、相川が『ボニーとクライド』を彷彿とさせる強盗を演じる。最後は逃避行の末、警察の一斉射撃で射殺される。エイベックス専務取締役（後に代表取締役）の松浦勝人も強盗に射殺されるコンビニ店員役として出演[1]。織田哲郎がチーフプロデューサーとなっており、相川を「こんなに銀行強盗が似合う人もいないなぁ」と評した。あまり知られていないが、織田もコンビニの人質役として出演。
相川のデビュー前から織田が温めてきた楽曲であり、「夢見る少女じゃいられない」「バイバイ。」とともにデビュー曲の候補となったが、結局見送られた。相川は自身のラジオ番組で、デビュー当時の自分はまだこの曲を歌うには幼すぎたと述懐（織田は「相川が17歳の時に作った曲で、日の目を見るまで4年かかった」と語っている[2]）。
織田は2006年、セルフカバーアルバム『MELODIES』でカバー。もともと織田得意のフォルクローレの要素を取り入れたメロディに加えアレンジでも民族楽器を多用、一味違うイメージに仕上げている。『MELODIES』のライナーノーツにミュージック・ビデオ撮影時の裏話が書かれているが「きっちり絵コンテを描いて撮影したが、ガソリンスタンドの爆破だけは予算の問題で出来なかった。ハリウッド映画じゃないんだから当たり前である」というエピソードが紹介されている[1][2]。
相川と交友関係を持つ中川翔子が『しょこたん☆かばー4』で本楽曲をカバーしており、『新堂本兄弟』内で中川と一緒に歌唱[3]。
2. 天使のように踊らせて
  - 作詞：相川七瀬

こちらもミュージック・ビデオが存在。ライブ風景が映されている。
3. 恋心 （オリジナル・カラオケ）

## 収録アルバム
恋心
- paraDOX
- ID 初回盤のみ「Acoustic Version」も収録されている。
- NANASE AIKAWA BEST ALBUM "ROCK or DIE"
- a-box 〜avex Best Hit Collection〜
- 十八番 〜J-POP 90's BEST〜
- Lovely! Pop&Cute Dance Trax
- J-POP 90's BLUE
- Climax 90’s Best Platinum
- Climax TV&CM Hits

天使のように踊らせて
- paraDOX

## カバー
恋心
- 織田哲郎 - セルフカバーアルバム『MELODIES』（2006年9月20日発売）に収録[4]。
- 稲垣潤一 - デュエット・アルバム『男と女3』（2010年9月29日発売）に杏子とのデュエットで収録[5]。
- 中川翔子 - カバーアルバム『しょこたん☆かばー4 ～ロック篇～』（2011年10月12日発売）に収録[6]。